# Gezerigófélék

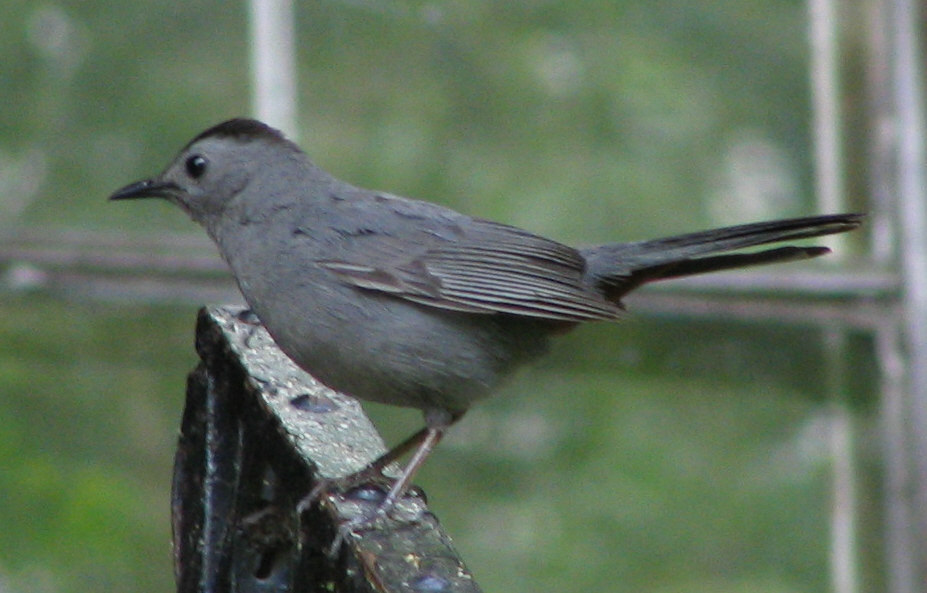
Macskamadár (Dumetella carolinensis)

A gezerigófélék (Mimidae) a madarak osztályának verébalakúak (Passeriformes) rendjébe tartozó család.

## Rendszerezésük
A családot Charles Lucien Jules Laurent Bonaparte írta le 1853-ban, az alábbi 10 nem és 34 faj tartozik ide:
- Melanotis – 2 faj
- Melanoptila – 1 faj
- Dumetella – 1 faj
- Ramphocinclus – 1 faj
- Allenia – 1 faj
- Margarops – 1 faj
- Cinclocerthia – 2 faj
- Toxostoma – 10 faj
- Oreoscoptes – 1 faj
- Mimus – 14 faj

## Előfordulásuk
Amerika területén honosak. Természetes élőhelyeik a szubtrópusi, trópusi és mérsékelt övi erdők, cserjések és szavannák.

## Megjelenésük
Testhosszuk 19–30 centiméter közötti.

## Életmódjuk
Mindenevők, ízeltlábúakkal és növényi anyagokkal is táplálkoznak.